# Nicholas Harding

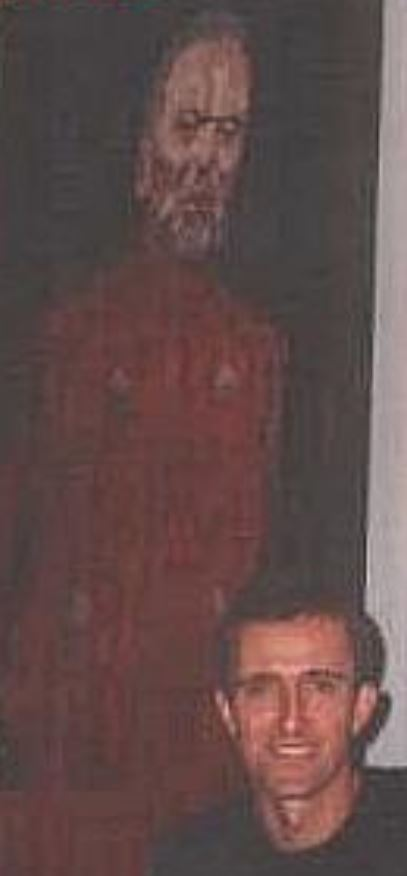
Nicholas Harding bei der Verleihung des Archibald Prize, 2001

Nicholas Harding (* 1956 in London; † 2. November 2022) war ein australischer Maler britischer Herkunft.

## Leben und Werk
Nicholas Harding migrierte 1965 mit seiner Familie von England nach Australien, kurz bevor er neun Jahre alt wurde. Die Familie wurde in Normanhurst im Norden von Sydney ansässig, was zu dieser Zeit noch am Rand zur Wildnis lag. Sein Elternhaus führte ihn an die klassische Musik, das Theater und die bildende Kunst heran. Seine Eltern hatten die Zeitschrift Punch abonniert, aus der er Cartoons kopierte. Seine Zeichnungen von Mick Jagger und Nicky Hopkins wurden Anfang 1973 in der Teenagerzeitschrift GoSet veröffentlicht. Nach seiner Schulzeit begann er ein Kunststudium, das er aber 1975 abbrach, wonach er als Tankwart arbeitete und durch Europa trampte. Darauf kehrte Harding nach Sydney zurück und war bei einer Werbeagentur tätig.
1977 begann er eine Ausbildung als Trickfilmzeichner bei der australischen Vertretung des amerikanischen Zeichentrickstudios Hanna Barbera. In den 1980er Jahren beschäftigten Hanna Barbera und Disney einige hundert Zeichner in Australien. Harding zeichnete für Zeichentrickfilme wie Dinky Dog, Scooby-Doo, Kwicky Koala, Black Beauty und Blinky Bill. Mitte der 1980er Jahre gehörte er zu dem Team, das den Animationsfilm Footrot Flats produzierte. Zu dieser Zeit entdeckte der Autodidakt die Malerei für sich und erlernte bei seiner Arbeit die Physiognomie und innere Struktur von Tieren. 1992 verzeichnete Harding Erfolge auf seiner ersten Einzelausstellung bei dem Kunsthändler Rex Irwin, dem er lange verbunden blieb und bei dem er fast jährlich ausstellte. Zunächst arbeitete er weiter als Vollzeitzeichner bei Trickfilmproduktionen, um seine Frau Lynne und ihren Sohn unterhalten zu können. Ab dem Jahr 2000 zahlte Irwin ihm ein monatliches Stipendium, damit er hauptberuflich malen konnte.
Harding ist bekannt für seine großen Feder- und Tuschedarstellungen der Eisenbahnschienen und schäbigen Straßen der Innenstadt von Sydney und der buschigen Bäume an den Stränden der Nordküste von New South Wales. Zu denselben Themen fertigte er üppige Gemälde, befasste sich aber auch mit Sujets wie Blumen, Strand- und Flussszenen und Wohnwagenparks. In seinen Porträts zeigte er oft Prominente mit ihren Haustieren. Seine Arbeiten wurden 1993 mit dem Mosman Art Prize, 1994 mit dem Kedumba Drawing Award, 1999 mit dem Universities and Schools Club Prize und 2000 mit dem Lane Cove Drawing and Print Prize prämiert. Im Jahr 2001 gewann Harding sowohl den Dobell Prize for Drawing mit Eddy Avenue, eine Ansicht einer Straße in Sydneys Innenstadt, als auch den Archibald Prize, letzteren mit einem Porträtgemälde des Schauspielers John Bell als King Lear. Zwischen 1994 und 2018 gehörte er achtzehnmal zu den Finalisten in diesem Wettbewerb. 2001 erhielt er die Australian Centenary Medal, den Kings School Art Prize und den Hills Grammar Prize, im Jahr 2006 folgte der Kilgour Prize für sein Gemälde Beach life (pink zinc and figures).
Harding hatte zusätzlich regelmäßig seine Arbeiten in die Wettbewerbe um den Wynne Prize (viel Mal Finalist, Teilnahme 1994, 1996, 1998, 2003, 2012, 2013, 2016, 2017) und Sulman Prize (Finalist 1981, 2003, 2006) eingereicht. 2013 erhielt er ein Stipendium der Art Gallery of New South Wales für einen Aufenthalt in dem Atelier- und Wohnkomplex Cité Internationale des Arts Paris. Im gleichen Jahr wurde er zum Mitglied des Australian Watercolour Institute gewählt.
Harding zeigte seine Arbeiten seit 1992 in über 37 Einzelausstellungen und war seit 1982 in über 150 Gruppenausstellungen vertreten. 2010 stellte die SH Ervin Gallery in Sydney die Ausstellung Drawn to Paint zusammen, eine Retrospektive über 25 Jahre seines Schaffens. Die Einzelausstellung 28 Portraits fand 2017–18 in der National Portrait Gallery (Canberra) statt. Werke Hardings befinden sich in Sammlungen der National Gallery of Australia und National Portrait Gallery in Canberra; der Art Gallery of New South Wales in Sydney, der Art Gallery of South Australia in Adelaide, der Newcastle Art Gallery und der Tweed River Regional Art Gallery.